# Douglas XB-42 Mixmaster
Douglas XB-42 Mixmaster je bil dvomotorni eksperimentalni bombnik ameriškega podjetja Douglas Aircraft Company.  Bombnik je bil zasnovan kot hitro propelersko letalo, zato so uporabili kontrarotirajoča propelerja. Medtem so se pojavili reaktivni motorji, zato se projekt preklicali, zgradili so samo dva prototipa.

## Specifikacije (XB-42)
Podatki iz McDonnell Douglas Aircraft since 1920
Splošne karakteristike
- Posadka: Three (pilot, kopilot, bombardir)
- Dolžina: 53 ft 8 in (16,36 m)
- Razpon kril: 70 ft 6 in (21,49 m)
- Višina: 18 ft 10 in (5,74 m)
- Površina kril: 555 ft² (51,6 m²)
- Teža praznega letala: 20888 lb (9475 kg)
- Maks. vzletna teža: 35702 lb (16194 kg)
- Pogon letala: 2 ×  V12 Allison V-1710-125, 1325 KM (988 kW vsak)  vsak

 Zmogljivost 
- Maks. hitrost: 410 mph (357 vozlov, 660 km/h) at 23440 ft (7145 m)
- Potovalna hitrost: 312 mph
- Doseg: 1,800 mi (1565 nmi, 2895 km)
- Največji doseg: 5400 mi (4696 nmi (8690 km))
- Višina leta: 29400 ft (8960 m)

Oborožitev

- Strelno orožje: 6 × .50 in (12.7 mm) M2 Browning strojnice
- Bombe: 8000 lb (3629 kg)